# Mark Indelicato
Mark Indelicato (16 de julio de 1994) es un actor y cantante estadounidense conocido por su papel en la serie de ABC Ugly Betty, como Justin Suárez, el sobrino obsesionado con la moda de la protagonista de la serie, Betty Suárez.

## Vida y carrera
Indelicato nació en Filadelfia. Es tres cuartos italiano y un cuarto de ascendencia puertorriqueña. Se formó en el Centro de Actores en esa misma ciudad, y es un estudiante de la Escuela de Música Dupree en Linwood, Nueva Jersey. Comenzó actuación a los ocho años de edad en Walnut Street Theater, y ha aparecido en varios comerciales nacionales para televisión, en la serie Hack, Chappelle's Show y fue un miembro regular de Ugly Betty en ABC.
También asistió a Professional Performing Arts School, antes de mudarse a Los Ángeles. En su página de Twitter, Indelicato dijo "Soy oficialmente un pescetariano."
Indelicato fue mostrado en un episodio de The Suite Life of Zack and Cody en un tema sobre High School Musical.
Ugly Betty se canceló debido a bajas calificaciones el 27 de enero de 2010. El episodio final de Ugly Betty salió al aire el 14 de abril de 2010.
También ha protagonizado como Artful Dodger en la producción de CLo de Oliver en Pittsburgh, PA.
El día 27 de octubre en el programa The Ellen Show, admite su homosexualidad, haciéndolo una persona más madura y más libre.

## Filmografía
- Hacks (2021) como Damien
- Hot in Cleveland (2010) como Zack ("The Play's The Thing").
- Ugly Betty (2006–2010) como Justin Suárez.
- MTV Cribs (2009 Temporada 16, Episodio 12).
- The Suite Life of Zack and Cody (2007) como Antonio (Lip Synchin' in the Rain).
- Chappelle's Show (2004) como chico en el parque.
- Hack (2003) como Berge.
- Disposal (2003) como chico en bicicleta.